# Acrotritia sinensis
Acrotritia sinensis är en kvalsterart som beskrevs av Arthur P. Jacot 1923. Acrotritia sinensis ingår i släktet Acrotritia och familjen Euphthiracaridae. Inga underarter finns listade i Catalogue of Life.